# Rigoberto Romero Carmonal
Rigoberto Romero Carmona (Pinar del Río, Cuba, el 22 de septiembre de 1940-25 de agosto de 1991, La Habana, Cuba.
Realizó estudios de Historia del Arte en La Habana y aprendió fotografía junto a Raúl Martínez. Su trabajo fotográfico se ha podido contemplar en diversas exposiciones tanto nacionales como internacionales.

## Exposiciones Personales
- 1982 "El patio de mi casa no es particular". Premio de Fotografía Cubana. Galería 10 de Octubre, La Habana, Cuba.
- 1982 "Dos fotógrafos cubanos"[Iván Cañas/Rigoberto Romero]. Asociación de Amistad Cuba Finlandia, Helsinki, FINLANDIA.
- 1988 "Con sudor de millonario". [Casa de la Amistad Cubano Finlandesa], Helsinki, FINLANDIA,
- 1992 "Direct from Cuba"[José A. Figueroa/Rigoberto Romero/Mario Díaz]. Raleigh Studios, Hollywood, California, EE. UU.

## Exposiciones Colectivas
- 1986 Segunda Bienal de La Habana. Museo Nacional de Bellas Artes, La Habana, CUBA.
- 1991 "Fotografía Cubana Contemporánea en 150 Imágenes". Taller Internacional de la Imagen Fotográfica [colateral a la Cuarta Bienal de La Habana. Centro de Prensa Internacional, La Habana, CUBA.
- 1998 "Cuba: 100 años de fotografía". Casa de América, Madrid, ESPAÑA.

## Premios
- 1976 Mención en Experimentación Fotográfica. VI Salón Nacional de Fotografía. Unión de Periodistas de Cuba (UPEC), La Habana, CUBA.
- 1981 Premio (colectivo). Premio de Fotografía Contemporánea Latinoamericana y del Caribe, Galería Latinoamericana, Casa de las Américas, La Habana, CUBA.
- 1982 Mención en Fotografía. Salón de Artes Plásticas UNEAC’82, Museo Nacional de Bellas Artes, La Habana, CUBA, 1982.

## Colecciones
Sus obras se encuentran en:
- Casa de las Américas, La Habana, CUBA, Center for Cuban Studies, Nueva York, ESTADOS UNIDOS DE AMÉRICA,
- Consejo Mexicano de Fotografía, México, D.F., MÉXICO,
- Fototeca de Cuba, La Habana, CUBA.